# Frank Welker
Franklin Willard Welker (Denver, 12 marzo 1946) è un attore e doppiatore statunitense.
Da quasi 40 anni realizza voci, effetti sonori di vario genere e versi di animali per una vasta gamma di media, dai cartoni animati tradizionali ai film, dai programmi TV ai videogiochi, per un totale che supera le 1200 voci.

## Biografia
Frank Welker è nato a Denver il 12 marzo 1946. Ha iniziato la sua carriera come attore in film come Guai con le ragazze (assieme a Elvis Presley). Uno dei primi personaggi a cui abbia prestato la voce è Fred Jones, il capo dei giovani investigatori in Scooby-Doo; Welker iniziò questo ruolo nel 1969 e lo mantiene tuttora, attraverso tutte le varie incarnazioni della serie TV e le apparizioni e parodie del personaggio in altre serie. Welker sostiene che la voce di Fred è l'unica, tra tutti i molti personaggi che ha doppiato, ad essere la sua voce nella vita reale. Nelle versioni più recenti, Frank ha assunto anche il ruolo di doppiatore di Scooby Doo, il personaggio titolare. Oltre a realizzare i versi e i ruggiti di praticamente tutti i mostri incontrati nel corso dello show.
Frank è immensamente apprezzato per il suo talento e la sua abilità nel cambiare voci, cosa che gli permette di doppiare più personaggi nel corso dello stesso serial senza che si noti la somiglianza (paragonabile a Mel Blanc, storico doppiatore di tutti i personaggi dei Looney Tunes e Jim Cummings). Nello show dei Transformers, ad esempio, ha doppiato in totale più di 13 personaggi. Oltre alla sua abilità nel cambiare voce, la specialità di Welker è la capacità di imitare e produrre alla perfezione i versi di pressoché qualunque animale, cosa che ha fatto sì che nel corso della storia dell'animazione, quasi sempre quando si vede un animale o una creatura inumana, i suoi versi sono stati realizzati da Welker. Anche per il cinema Welker ha realizzato questo tipo di suoni, provvedendo, ad esempio, a fare i versi del Godzilla di Roland Emmerich o degli animali del film Jumanji. È stato anche l'Anaconda dell'omonimo film horror.
A Welker è stato richiesto di riprendere il suo ruolo di Megatron per il film tratto dalla serie animata dei Transformers, tuttavia in seguito a regolare provino è stato scartato, sia perché la sua voce era ormai troppo invecchiata dopo un ventennio, sia perché mal si adattava al nuovo aspetto più "alieno" di Megatron. In ogni caso Welker riprenderà il ruolo di Megatron nel videogioco tratto dal film pubblicato nel 2007. Welker ha poi ripreso a doppiare il personaggio con regolarità nella nuova serie animata Transformers: Prime (e il suo film televisivo d'animazione Transformers Prime Beast Hunters: Predacons Rising), che gli ha permesso di essere identificato anche dalla generazione più recente come la voce di Megatron. Per tale occasione Welker ha adottato un nuovo tono di voce per il personaggio, da molti fans preferito rispetto a quello originale. Nel film Transformers 4 - L'era dell'estinzione, infine, Welker riesce a doppiare Galvatron (la reincarnazione di Megatron) anche nei film live action e, in seguito, ancora Megatron in Transformers - L'ultimo cavaliere.

## Doppiaggio
- Ruggiti del Denti Aguzzi in  Alla ricerca della Valle Incantata
- Grande barracuda in Alla ricerca di Nemo
- Abu e Caverna delle meraviglie in Aladdin
- L'anaconda in Anaconda
- Runt, Bottone, Padre di Mindy, il pollo Boo, Mr. Plotz e Jack la guardia in Animaniacs
- La cosa in Il bambino d'oro
- Smontabile e Trombetta in Bonkers - Gatto combinaguai
- Razorback, Dr. Laurence e Ned Tucker in Capitan Dick
- Alcuni Bassotti, Bubba Duck, Tootsie il triceratopo e Macchia Nera in DuckTales - Avventure di paperi
- Lucifero in Cenerentola - Il gioco del destino
- Dumbo in Chi ha incastrato Roger Rabbit
- Doidle, Dinkledog e l'alligatore delle fogne in Due fantagenitori
- Cialda e Tigre in Ecco Pippo!
- Mordicchio e Seymour in Futurama
- Horror in Pagemaster - L'avventura meravigliosa
- Farley Wink in Cats Don't Dance
- Versi del Basilisco in Harry Potter e la camera dei segreti
- Ciccio in House of Mouse - Il Topoclub
- Piccolo aiutante di Babbo Natale e Palla di Neve II in I Simpson
- Cuccioli di Godzilla in Godzilla
- Toyman in I Superamici
- Alcuni gremlins in Gremlins e Gremlins 2 - La nuova stirpe
- Cane di Gadget, Boss Artiglio e il suo gatto in L'ispettore Gadget
- Shao Kahn e Goro in Mortal Kombat
- Talking pig in Benvenuti a Radioland
- Kermit, Beaker e Skeeter in Muppet Babies
- Milo in cane in The Mask
- Dodger in Il mio amico zampalesta
- Flit in Pocahontas e Pocahontas II - Viaggio nel nuovo mondo
- Pinguini in I pinguini di Mr. Popper
- Scooby-Doo e Fred Jones in Scooby-Doo
- Il Bigfoot in In viaggio con Pippo
- Forzuto, Poeta, Solfami, Cucciolo, Puffo Meccanico e Selvaggio in I Puffi
- La piovra in Ritorno all'Isola che non c'è
- Ricciolo e Tentacolino in Snorky
- Charles il cane in Space Jam
- Sil (versione aliena) in Specie mortale
- Tokka e Rahzar in Tartarughe Ninja II - Il segreto di Ooze
- Ray Stantz, Slimer, Samhainn e il Marshmallow Man in The Real Ghostbusters
- Megatron, Galvatron, Soundwave, Trailbreaker, Mirage, Teletraan II, Ravage, Rumble, Frenzy, Laserbeak e Skywarp in Transformers
- Tacchino e Figaro in Topolino e la magia del Natale
- Dinosauri ne L'era glaciale 3 - L'alba dei dinosauri, L'era glaciale 4 - Continenti alla deriva e L'era glaciale - Le avventure di Buck
- Bullseye in Toy Story 2 - Woody e Buzz alla riscossa, Toy Story 3 - La grande fuga e Toy Story 4
- Frankie il mostro di Frankenstein in Alvin e i Chipmunks incontrano Frankenstein
- Uomo Lupo in Alvin e i Chipmunks incontrano l'Uomo Lupo
- Malebolgia in Spawn
- Pollito in Cattivissimo me 2
- Cane Pazzo e Razor in Rambo
- Abu, Rajah e Caverna delle Meraviglie in Aladdin
- Kid Dodo ne L'era glaciale - I racconti di Scrat